# Trechistus
Trechistus is een geslacht van kevers uit de familie van de loopkevers (Carabidae). De wetenschappelijke naam van het geslacht is voor het eerst geldig gepubliceerd in 1972 door Moore.

## Soorten
Het geslacht Trechistus omvat de volgende soorten:
- Trechistus gordoni Eberhard & Giachino, 2011
- Trechistus humicola Moore, 1972
- Trechistus inconspicuus Moore, 1972
- Trechistus stenoderus Moore, 1972
- Trechistus sylvaticus Moore, 1972
- Trechistus terricola Moore, 1972